# Calamus tanakadatei
Calamus tanakadatei är en enhjärtbladig växtart som beskrevs av Caetano Xavier Furtado. Calamus tanakadatei ingår i släktet Calamus och familjen Arecaceae. Inga underarter finns listade i Catalogue of Life.